# Anacleto: agente secreto
Anacleto: Agente secreto es una película española de 2015 dirigida por Javier Ruiz Caldera y basada en las historietas creadas por Manuel Vázquez Gallego. Producida por Francisco Ramos y Eneko Gutiérrez para Zeta Cinema.
La película cuenta con la participación de TVE y se estrena en septiembre de 2015. En el reparto se incluyen Imanol Arias, Quim Gutiérrez, Alexandra Jiménez, Berto Romero, Carlos Areces, Rossy de Palma y Emilio Gutiérrez Caba, entre otros.

## Argumento
En una cárcel en pleno desierto, Anacleto (Imanol Arias) ha llegado con el objetivo de escoltar a su archienemigo, el peligroso criminal internacional Vázquez (Carlos Areces). El convoy que traslada a Vázquez es atacado de repente por los sicarios de éste, liberando al criminal y dejando a Anacleto malherido, no sin antes darse éste cuenta de que Vázquez quiere vengarse de él atacando a su hijo Adolfo. Tras robar un coche a unos guerrilleros locales, consigue avisar al Jefe (Emilio Gutiérrez Caba) de la huida de Vázquez.
Adolfo (Quim Gutiérrez) es un treintañero que trabaja de guardia de seguridad, sin ambición alguna en la vida más allá de poder salir del trabajo sin líos y pasar el fin de semana viendo películas en casa, algo que a su novia Katia (Alexandra Jiménez) no le sienta nada bien, por lo que lo deja. En plena noche, es atacado por un asesino, y Adolfo logra defenderse de manera sorprendentemente hábil, matando al asesino, pero a la mañana siguiente no hay rastro alguno de la pelea.
Saliendo del hogar que comparte con Katia, se encuentra con su padre, que lo invita a la casa donde todavía vive, y desde donde mantiene una tapadera de payés productor de embutidos, el trabajo que Adolfo cree que su padre tiene. Sin embargo, tras un ataque en el hogar, descubre la verdadera identidad de su padre y por qué los están atacando. Cuando van al cuartel general de la agencia para la que trabaja Anacleto, descubre que casi todos los agentes han muerto: el Jefe de Anacleto, ante la tesitura de tener que cerrar la agencia y dejar a los agentes en la calle sin un duro, hizo un trato con Vázquez para revelarle detalles sobre Anacleto a cambio de suficiente dinero para pagar la pensión de los agentes, pero Vázquez traicionó el trato una vez fuera de prisión. En el cuartel, se ven envueltos en otro tiroteo con los secuaces de Vázquez, que hieren a Anacleto.
Con su padre herido, Adolfo no tiene más remedio que acudir a Katia, médica, que logra cerrar las heridas de Anacleto. Poco después, Adolfo y Anacleto, junto con Katia y Martín (Berto Romero), hermano de Katia y mejor amigo de Adolfo, tienen que huir, perseguidos por Vázquez, que logra capturar a Adolfo y Katia y los ata, cegando a Katia de un ojo y después atando a los dos a una potente bomba que, según revela Vázquez a Anacleto en una llamada, sólo puede desactivarse si se para el corazón de Adolfo. Adolfo, a sugerencia de su padre, se provoca un shock anafiláctico que detiene su corazón, desactivando así la bomba, y después entre Katia y Anacleto resucitan a Adolfo. Pero todavía no se ha terminado el problema, pues Vázquez no se ha ido del lugar, y Anacleto y Adolfo tienen que enfrentarse de nuevo a Vázquez y sus principales secuaces. En la pelea, Anacleto le salva la vida a su hijo a costa de la suya propia, y Adolfo consigue matar a Vázquez.
Tras el entierro de Anacleto en su hogar, Adolfo no puede parar de pensar en la idea de tener más aventuras así, pero Katia le dice que ella no quiere tener aventuras de tipo alguno, y vuelve a dejarlo.
Un año después, Adolfo y Martín han conseguido restablecer la Agencia, y Adolfo se encuentra en una misión en la que se cruza por casualidad con los mismos guerrilleros a los que Anacleto robó el coche.

## Recaudación
El 9 de noviembre de 2015, la recaudación de esta película en la taquilla de España era de 2 663 443 euros, siendo la misma que la de la semana anterior, la del 2 de noviembre.

## Reparto
| Intérprete            | Personaje            |
| --------------------- | -------------------- |
| Imanol Arias          | Anacleto             |
| Quim Gutiérrez        | Adolfo               |
| Carlos Areces         | Vázquez              |
| Alexandra Jiménez     | Katia                |
| Rossy de Palma        | Madre de Katia       |
| Toni Sevilla          | Padre Katia          |
| Emilio Gutiérrez Caba | Jefe                 |
| Berto Romero          | Martín               |
| Silvia Abril          | Secretaria           |
| Andreu Buenafuente    | Agente veterano      |
| Daniel Rojo           | Joe el Carnicero     |
| José Corbacho         | Agente veterano      |
| Eduardo Gómez         | Mac el Molécula      |
| Gilbert Bosch         | O'Hara               |
| Qihui Zhu             | Chino                |
| Daniel Ripollés       | Adolfo 6 años        |
| Jaskaran Brady        | Guarda prisión       |
| Abdelali El Aziz      | Árabe 1              |
| Ulises                | Árabe 2              |
| Sebi Alcaraz          | Jefe de bomberos     |
| Iván Valentín         | Segurata Disco       |
| Lluís Subirós         | Preso 1              |
| José Antonio Marín    | Preso                |
| Oscar Pérez           | Matón                |
| Jordi Font            | Matón                |
| Xavier Ribas          | Matón                |
| Eugeni Fusté          | Matón                |
| Jaime Conesa          | Matón                |
| Carmelo Quiroga       | Sicario              |
| Juan Navarro          | Sicario              |
| Juan Carlos Lopez     | Sicario              |
| Akira Hirano          | Sicario              |
| Óscar González        | Sicario              |
| Txema Lorente         | Sicario              |
| Oriol Tarrida Homedes | Sicario              |
| Sara Leal             | Transeúnte           |
| Marc Padró            | Transeúnte           |
| Xavi Delapura         | Ladrón Electromarket |
| Carles Curt           | Ladrón Electromarket |
| Beatriz Álvarez       | Amiga Katia disco    |
| Nuria Landete         | Amiga Katia disco    |
| Vicky Mullor          | Amiga Katia disco    |
| Muhammad Anis         | Paquistaní           |
| Marta Rama            | Amiga Katia disco    |
| Iago Valcarcel        | Niño estación        |
| Misho Amoli           | Boss Security        |
| Daniel Arias          | Adolfo 12            |
| PlayCacao             | Extra                |
| Pablo Posada Ávalos   | Corrupt policeman    |
| Jose Mellinas         |                      |
| Ricard Méndez         | Barcelona Citizen    |